# Laurent Fritsch
Laurent Fritsch es un deportista francés que compitió en remo. Ganó una medalla de plata en el Campeonato Mundial de Remo de 1980, en la prueba de ocho con timonel ligero.

## Palmarés internacional
| Campeonato Mundial | Campeonato Mundial | Campeonato Mundial | Campeonato Mundial      |
| Año                | Lugar              | Medalla            | Prueba                  |
| ------------------ | ------------------ | ------------------ | ----------------------- |
| 1980               | Malinas (Bélgica)  | Medalla de plata   | Ocho con timonel ligero |